# Northfield (Illinois)
Northfield es una villa ubicada en el condado de Cook en el estado estadounidense de Illinois. En el Censo de 2010 tenía una población de 5420 habitantes y una densidad poblacional de 651,11 personas por km².

## Geografía
Northfield se encuentra ubicada en las coordenadas 42°6′9″N 87°46′45″O / 42.10250, -87.77917. Según la Oficina del Censo de los Estados Unidos, Northfield tiene una superficie total de 8.32 km², de la cual 8.32 km² corresponden a tierra firme y (0%) 0 km² es agua.

## Demografía
Según el censo de 2010, había 5420 personas residiendo en Northfield. La densidad de población era de 651,11 hab./km². De los 5420 habitantes, Northfield estaba compuesto por el 91.33% blancos, el 0.52% eran afroamericanos, el 0.06% eran amerindios, el 6.79% eran asiáticos, el 0.04% eran isleños del Pacífico, el 0.46% eran de otras razas y el 0.81% pertenecían a dos o más razas. Del total de la población el 2.93% eran hispanos o latinos de cualquier raza.